# Юлиус Хайнрих фон Фризен
Юлиус Хайнрих фон Фризен (на немски: Julius Heinrich von Friesen; * 17 юни 1657 в Дрезден; † 28 август 1706 в Ращат) е от 1702 г. имперски граф от саксонския род Фризен, курсаксонски, английски и императорски генерал.
Той е син на дипломата фрайхер Хайнрих III фон Фризен (1610 – 1680) и втората му съпруга Мария Маргарета фон Лютцелбург (1632 – 1689), дъщеря на Йохан Вайганд фон Лютцелбург († 1652), господар на Имлинген, и Анна Маргарта Щрайф фон Лауенщайн († 1668).
Юлиус Хайнрих фон Фризен е 1692 г. саксонски генерал-майор и след това генерал-майор и генерал-лейтенант на английска служба. В испанската война за наследство той става На 10 април 1697 г. императорски фелдмаршал-лейтенант и на 5 декември 1703 г. издигнат на „генерал-фелдцойгмайстер“.
Като командант на крепостта Ландау той е издигнат на 25 септември 1702 г. във Виена на имперски граф. Курфюрството Саксония го признава на 21 ноември 1703 г.
Той също е наследствен господар в Рьота и Трахенау.

## Фамилия
Юлиус Хайнрих фон Фризен се жени на 5 май 1680 г. в Епейсолес за бургграфиня и графиня Хенриета Амалия Катарина фон Дона (* 12 ноември 1658, Оранж; † 18 септември 1707, Франкфурт на Майн), дъщеря на граф Фридрих фон Дона (1621 – 1688) и Есперанца дьо Монбрун-Ферасиерес (1638 – 1690). Те имат две деца:
- Шарлота Йохана Максимилиана († 19 август 1749), омъжена на 7 април 1708 г. (5 април 1714 развод) с Адолф Магнус фон Хойм (1668 – 1723), полски-саксонски кабинет-министър
- Хайнрих Фридрих (* 26 август 1681 в Холанд; † 8 декември 1739 в Сет), курсаксонски генерал на инфантерията, женен 1725 г. за графиня Августа Констанция фон Козел (* 24 февруари 1708; † 2 февруари 1728), незаконна дъщеря на курфюрст Август II Силни (1670 – 1733 ) и метресата му графиня Августа Констанция фон Козел (1680 – 1765)[6]